# Paul Warburton
Paul Warburton (* 1942 in Denver; † 5. Januar 2022) war ein US-amerikanischer Jazzmusiker (Kontrabass, auch Gesang).

## Leben und Wirken
Warburton begann mit 14 Jahren Bass zu spielen; als professioneller Musiker arbeitete er vorwiegend in der Musikszene seiner Heimatstadt und in Colorado. Zudem spielte er 1964 kurzzeitig auch im Trio des Pianisten Bill Evans im The Jazz Workshop San Francisco mit dem Schlagzeuger Philly Joe Jones. 1968 trat er mit im Green Onion Club in Aspen mit dem Cal Tjader Quintet mit Armando Peraza auf (Latin + Jazz = Cal Tjader). In den folgenden Jahren spielte er mit Pete Christlieb und tourte mit Joe Bonner und Eddie Shu in Skandinavien (Impressions of Copenhagen, 1981); mit Spike Robinson konzertierte er 1983 auf dem Colorado Music Festival in Boulder. Walburton wirkte weiterhin an Aufnahmen von Richie Cole (Bossa Nova Eyes), Dick Hindman und Tina Phillips mit.
Mit Ron Miles, Eric Gunnison und Nat Yarbrough nahm Warburton 1996 unter eigenem Namen das Album Speak Low auf. Im Bereich des Jazz war er laut Tom Lord zwischen 1969 und 1997 an 13 Aufnahmesessions beteiligt, zuletzt mit dem Sänger Jan Harrison. In späteren Jahren leitete er ein Trio, dem auch der Trompeter Bob Montgomery angehörte; außerdem spielte er im Duo mit dem Gitarristen Dale Bruning.

## Diskographische Hinweise
- Paul Warburton, Dale Bruning: Our Delight (Capri Records, 1987)